# Cocktail (Belanova)
Cocktail è il primo album in studio del gruppo musicale messicano Belanova, pubblicato nel 2003.

## Tracce
1. Barco de papel – 4:50
2. Aún así te vas – 4:13
3. What a Shame – 5:03
4. Fragilidad – 3:44
5. Tranquilo – 3:55
6. Y... – 4:00
7. Apaga la luz – 4:00
8. Tus ojos – 3:03
9. Suele pasar – 3:08
10. Arena – 7:07